# Капић
Капић је српско, хрватско, бошњачко, словеначко, чешко и пољско презиме и топоним. Капић је такође и назив планине у Босни и Херцеговини. Може се односити на следеће особе:
- Амброз Антун Капић, хрватски надбискуп антиварски [Бар] (1529 - 1598)
- Вирџинија Капић, хрватско-холандска политичка активистица
- Беким Капић, словеначки фудбалер
- Рифет Капић, босанскохерцеговачки фудбалер